# Vozera Usveja
Vozera Usveja (vitryska: Возера Усвея) är en sjö i Belarus.   Den ligger i voblasten Vitsebsks voblast, i den norra delen av landet, 180 km nordost om huvudstaden Minsk. Vozera Usveja ligger 112 meter över havet. Arean är 1,8 kvadratkilometer. Den sträcker sig 2,7 kilometer i nord-sydlig riktning, och 2,0 kilometer i öst-västlig riktning.
I omgivningarna runt Vozera Usveja växer i huvudsak blandskog. Runt Vozera Usveja är det glesbefolkat, med 18 invånare per kvadratkilometer.